# Zur Schmerzhaften Muttergottes (Engehöll)

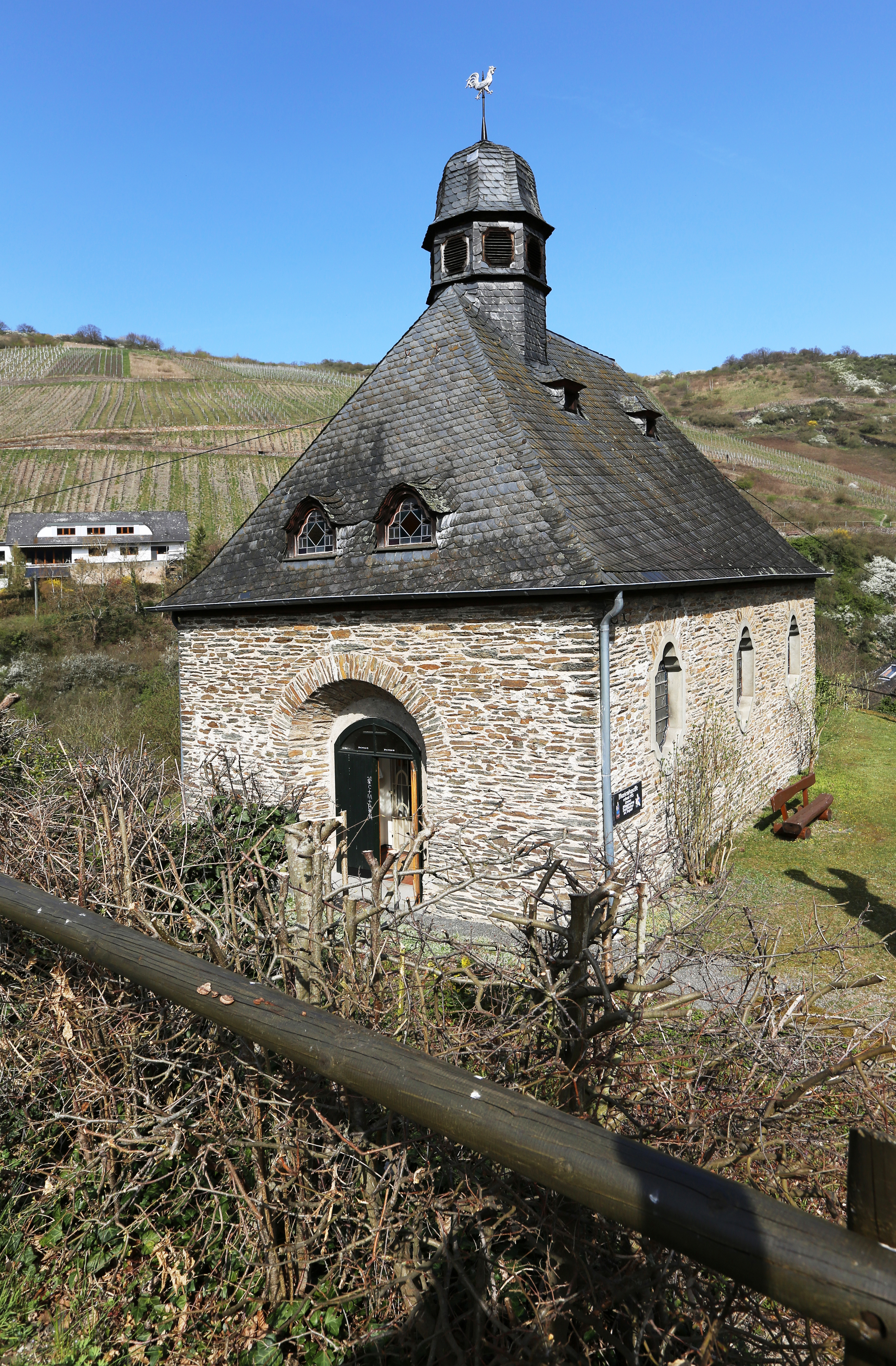
Ansicht vom Treppenaufgang

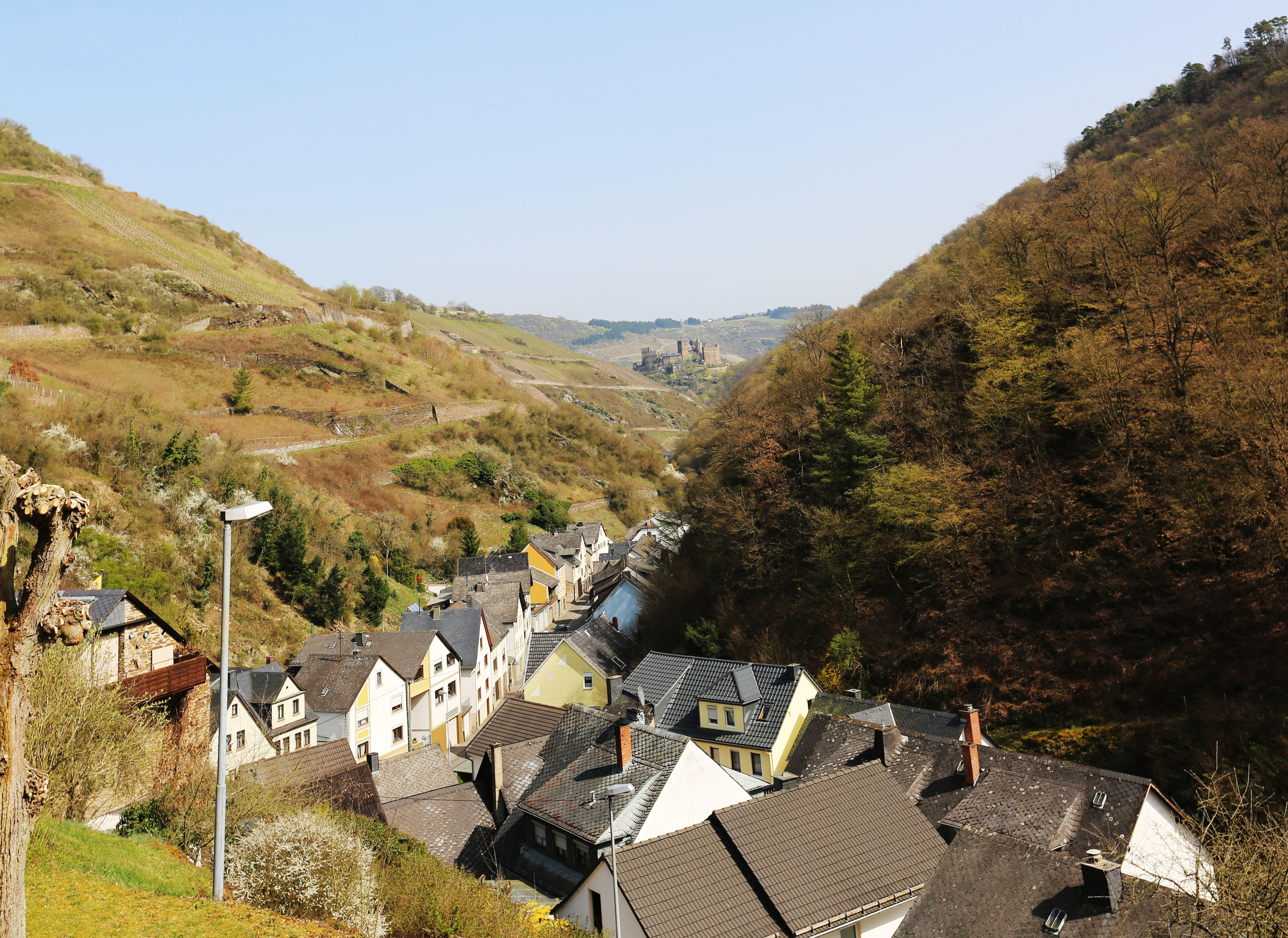
Blick von der Kapelle zur Schönburg

Die katholische Mater-Dolorosa-Kirche Zur Schmerzhaften Muttergottes in Engehöll war seit Anbeginn eine Filialkirche der Pfarrei Liebfrauen der rheinland-pfälzischen Stadt Oberwesel am Rhein. Sie wurde in den Visitationsberichten des 1802 aufgehobenen Kollegiatstiftes Liebfrauen im Jahr 1656 erstmals erwähnt.

## Geschichte

### Lage
Die kleine Kirche wurde auf einem künstlichen, durch umfangreiche Sprengungen geschaffenen Plateau oberhalb der Ortschaft und zwischen der heutigen Riesling-Straße (die L 220 und ehemalige Simmerner Straße) und der Straße Am Kapellenberg (K 91) erbaut. Der Standort ist das Ende eines zum Tal des Oberbaches hin auslaufenden Bergrückens.

### Vorgängerbauten
Ursprünglicher Standort einer kleineren Vorgängerin – die einen Bildstock ersetzt hatte – war die Dorfstraße im Tal an der nach Weiler-Boppard abzweigenden Straße. Aus diesen Anfängen entwickelte sich in späterer Zeit (um 1700) eine kleine barocke Kapelle (1730 auch noch als Heiligenhäuschen erwähnt), die offenbar auch einen aufgesetzten Glockenstuhl erhalten hatte, denn auf einer nicht erhaltenen Glocke befand sich die Jahreszahl 1720. Anziehungspunkt für viele Besucher war ein verehrtes Marienbild, welches als Kostbarkeit der inneren Ausstattung galt. Die Kapelle bot mit ansteigender Zahl der Gläubigen bald nicht mehr ausreichend Raum und wurde überdies immer baufälliger. Für das Jahr 1732 wurden fünf Taler zu Unterhaltszwecken legiert und für 1738 ist ein Verzeichnis über die Einnahmen der Capellen überkommen. Die Engehöller Schulchronik von 1746 erwähnt ein nicht erhaltenes Glasfenster der Kapelle, in dem die Jahreszahl 1740 angegeben war. Wahrscheinlich fanden außer Glasarbeiten auch sonstige Restaurierungen statt, denn ein 1768 erstelltes Inventarium der Kapelle erwähnte zwei Altäre, aber im Jahr 1857 wurde auch erwähnt, dass die Kapelle in einem guten baulichen Zustand sei. Demnach hatten möglicherweise Umbauten stattgefunden, denn 1874/75 fand eine Neubenediktion statt, in deren Folge regelmäßiger Gottesdienst stattfand. Knapp 20 Jahre später erhielt die Kapelle einen neuen Außenanstrich.

#### Baubeschreibung
Nach einem Situationsplan (Hartmann 1871) der Communalstraße von Oberwesel nach Simmern war die Kapelle ein längsrechteckiger Bau mit einem eingezogenen Rechteckchor. Aufnahmen um 1910 zeigen ein nach Norden ausgerichtetes eingeschossiges Bauwerk mit abgewalmtem Satteldach und einem offenen Glockenstuhl. Der Eingang des giebelständigen Bauwerks befand sich an seiner Südseite.

### Heutige Kapelle

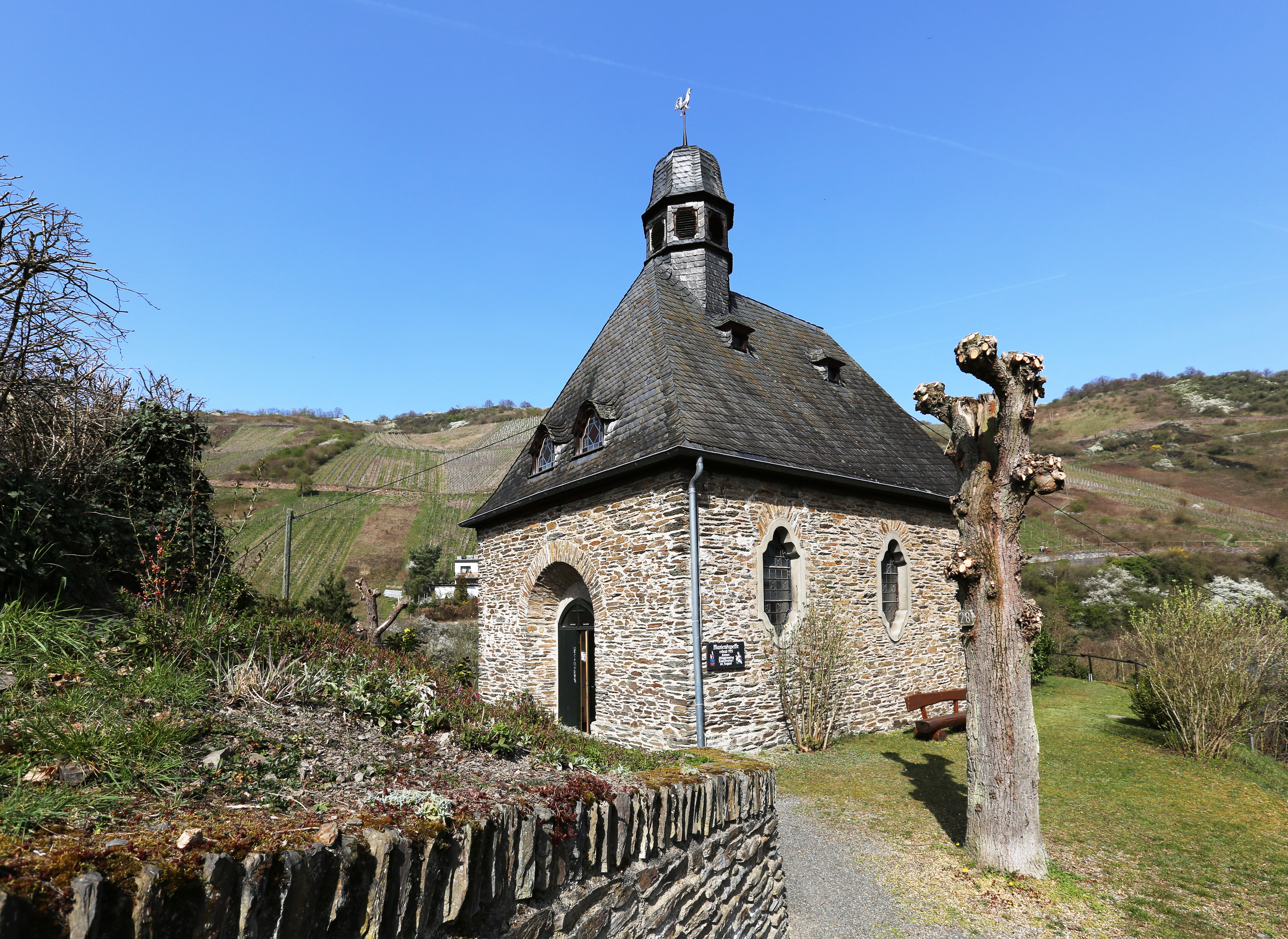
Marienkapelle Am Kapellenberg

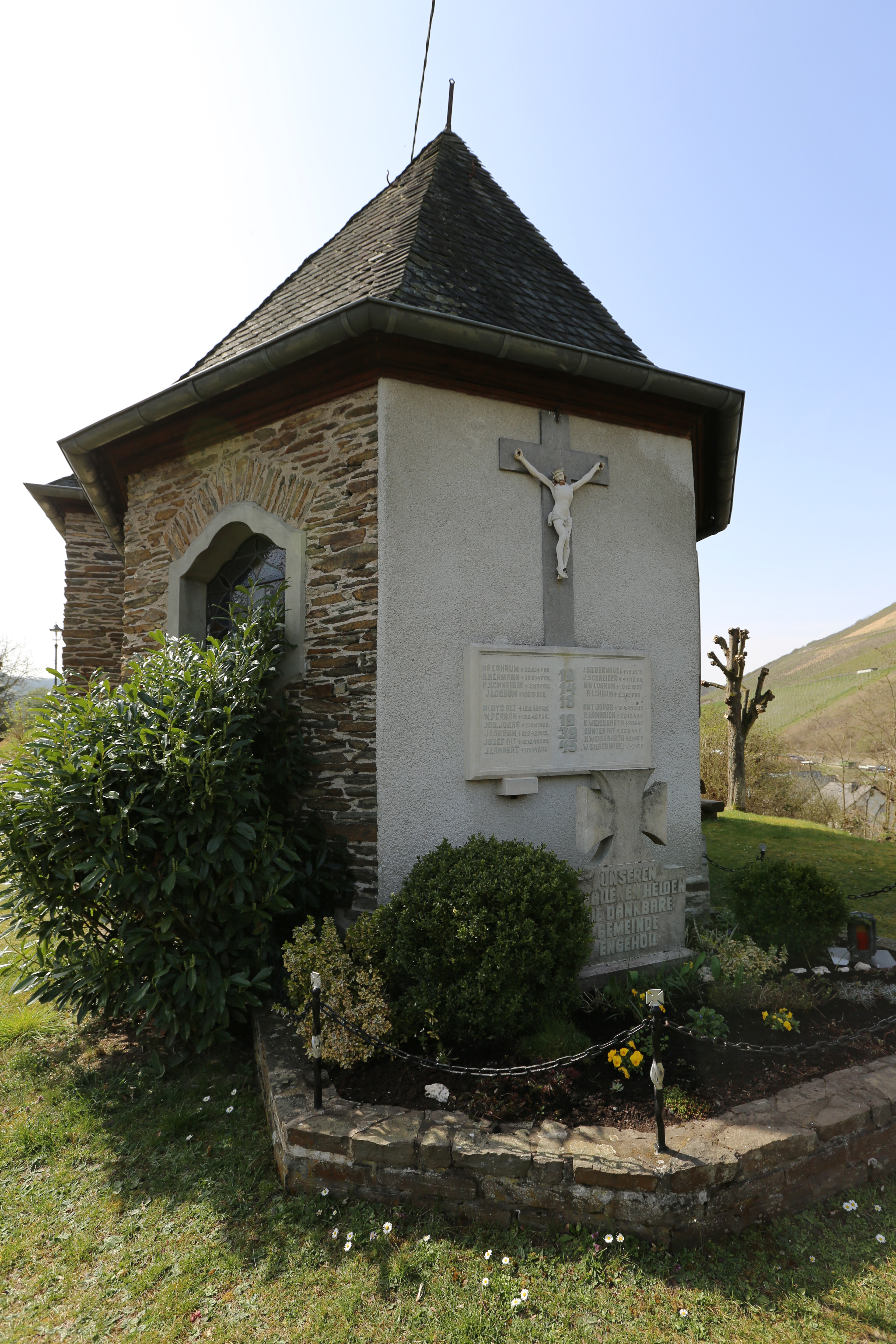
Kapellenostseite, Ehrentafeln für die Gefallenen der beiden Weltkriege

Zwischen 1923 und 1925 errichteten die Engehöller Bürger nach Plänen des Oberweseler Bauunternehmers Karl Hertzner in Eigenleistung eine neue Kapelle aus unverputztem, aber verfugtem Bruchsteinmauerwerk. Sie entstand im Stil des Neobarock und war, abgesehen von einer geringen Achsabweichung nach Norden, geostet erbaut worden. Das Bauwerk entstand als eine längsrechteckige Saalkirche und erhielt einen eingezogenen polygonalen 3/6 Chorabschluss. Die Schmalseite im Westen erhielt einen Rundbogeneingang im Stil des Historismus, dessen tiefe, gemauerte Laibung die enorme Mauerstärke des Bauwerks verdeutlicht. Im Gegensatz zu dem gemauerten Rundbogenportal formte man die Gewände der Fenster aus Gussbeton in neubarockem Stil, die oben und unten geschweift waren. Diese Form erhielten die je drei großen Fenster in den Seitenwänden des Schiffs sowie je eines an den Seiten der eingezogenen Apsis. Deren Rückwand erhielt kein Fenster und wurde außen zur Aufstellung eines Kruzifixes (neubarock, Höhe 80 cm) für das örtliche Kriegerdenkmal zu Ehren der Gefallenen der beiden Weltkriege, verputzt. Über dem abschließenden hölzernen Dachgesims des Bauwerks errichteten die Engehöller Zimmerleute ein steiles, schiefergedecktes Walmdach. Es erhielt seitlich je zwei Schleppgauben und zwei tiefer angesetzte geschweifte Gauben auf der Dachschräge der Westseite. Ein hoher, ebenfalls mit heimischem Schiefer verkleideter Dachreiter der Westseite, hat den Grundriss eines Oktagons mit dementsprechenden Schallöffnungen der Laterne mit gerundeten Ecken. Er schließt mit einer geschweiften Haube ab, die mit einem schmiedeeisernen Wetterhahn versehen wurde.
Maße
Der kleine Saal hat eine Länge von 9,9 m und eine Breite von 5,9 m bei einer Breite von 6,3 m. Für den eingezogenen Chor (ohne Höhenangabe), wurden eine Länge von 5 m und eine Breite von 4 m angegeben. Die Mauerstärken betragen 75 cm.
Glocken
Die heutige Stahlglocke ist ein Guss der 1950er Jahre. Sie trägt an der Schulter die in Kapitalis geformte Inschrift „FILIALE ENGRHÖLL“. Sie hat eine Höhe (ohne Krone) von 25 cm und einem Durchmesser von 45,5 cm. Bis zum Jahr 1942 trug der Glockenstuhl möglicherweise zwei Glocken, wobei auf der älteren die Jahreszahl 1720 gestanden haben soll. Der Verbleib der im Krieg beschlagnahmten Glocken ist unbekannt.

#### Innenraum und Ausstattung
Der Innenraum ist durch insgesamt acht Fenster lichtdurchflutet. Die Raumfassung ist geprägt von einem glatten, bis auf die hellgrau getönten Fensterrahmungen und eine blaugraue Spiegeldecke, weiß gekalkten Verputz. Die Westseite erhielt über dem Eingang eine mit gefederter Balustrade versehene Empore, deren Mittelteil in der Art eines Risalits vorspringt. Die Konstruktion wird zum Saal hin von zwei quadratischen Vierkantstützen getragen. Darunter, vom Eingang her, eröffnet sich ein durch das flankierende, leicht erhöht auf Holzdielen aufgestellte Gestühl gebildet, ein gefliester Mittelgang, der vor die Stufen der erhöhten Chornische führt. Diese beendet den Saalbau mit eingezogenem ⅝ (polygonalen) Chorschluss mit einem kleinen Tonnengewölbe. Neben dem hier an der fensterlosen Chorrückwand aufgestellten Altar führt eine Tür zur kleinen Sakristei der Kapelle.

#### Einzelobjekte (Auswahl)
Die abgelegene Kapelle im Engehölltal birgt neben wertvollen Stücken sakraler Kunst der Neuzeit auch solche des Mittelalters.
- Das vom Anfang des 18. Jahrhunderts stammende Altarretabel entspricht dem Typ des 17. Jahrhunderts und befand sich schon in der alten Kapelle. Sein Ursprung soll jedoch die Kapelle des durch die Franzosen aufgehobenen Klosters Allerheiligen im Niederbachtal Oberwesels gewesen sein. Neben dargestellten Heiligenfiguren des 19. Jahrhunderts – rechts die Skulptur des St. Antonius (Holz, farbig gefasst, Höhe 72 cm) und links die des St. Josephus (Holz, farbig gefasst, Höhe 74 cm) ist eines seiner herausragenden Details ein Vesperbild, dass nach DEHIO in das 16./17. Jahrhundert datiert wurde. Ein weiteres Detail ist ein krönendes Kruzifix, einem Drei-Nagel-Typ aus dem ersten Viertel des 15. Jahrhunderts (DEHIO, Holz, Höhe ca. 100 cm), welches über dem Schweißtuch der Veronika den Abschluss des Altars bildet. Der Altar ist aus lasiertem, in Teilen vergoldetem Holz. Er hat eine Höhe von 2,8 m und eine Breite von 1,98 m.[1]
- Wohl ältester Bestandteil des Kirchenschatzes ist die Skulptur der „Thronenden Muttergottes“ (Holzfigur, rückseitig ausgehöhlt, Höhe von 134 cm), sie wurde in die Mitte des 14. Jahrhunderts datiert (DEHIO). Krone und rechter kleiner Finger wurden bei einer Restaurierung im Jahr 1960 neu gefertigt und ersetzt. Im Zuge dieser Arbeiten – ausgeführt von der Kölner Restauratorin Grete Brabender (1896–1995) – wurde auch die ursprüngliche Fassung wieder freigelegt.[1]

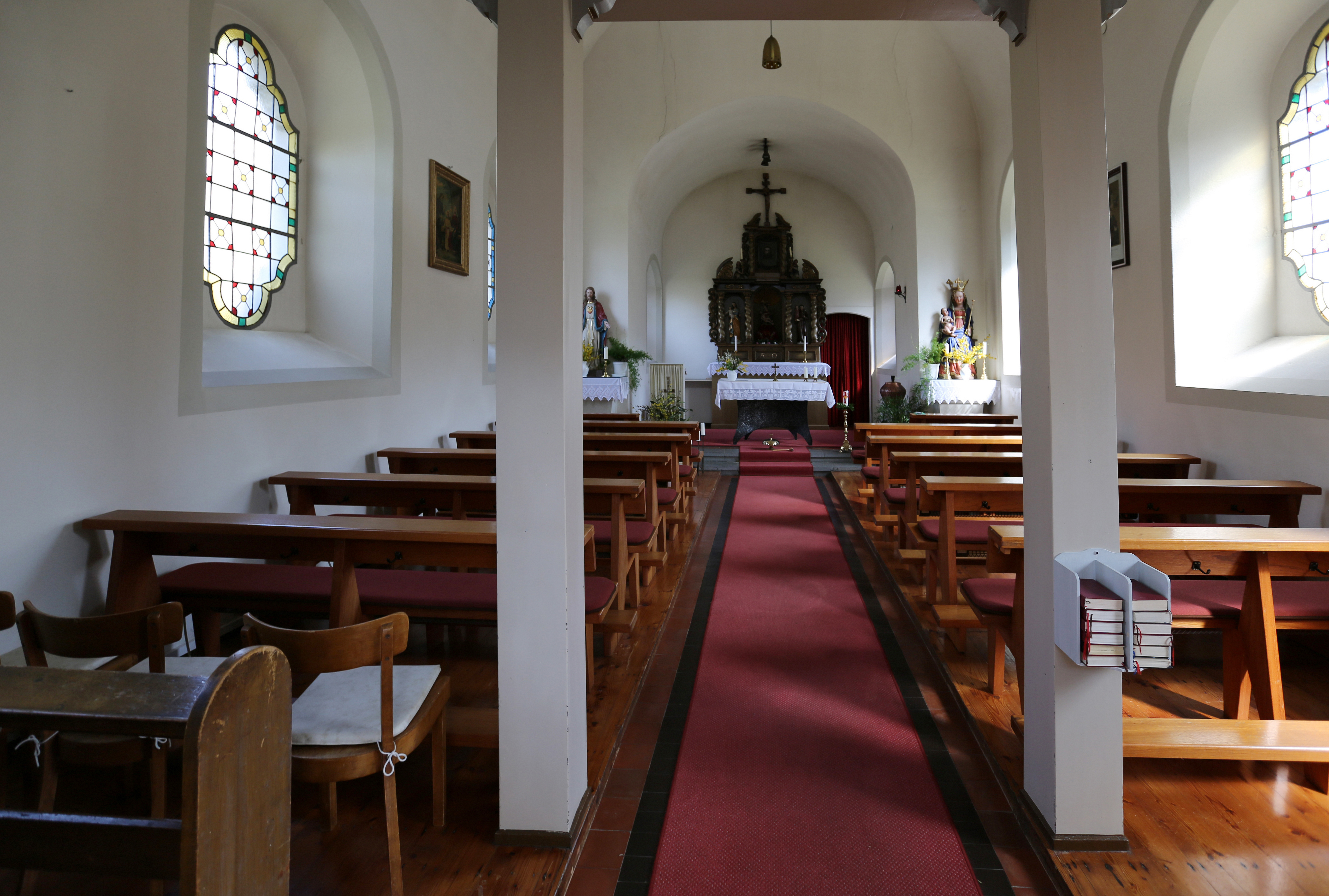
Eingangsfoto (unter der Empore)
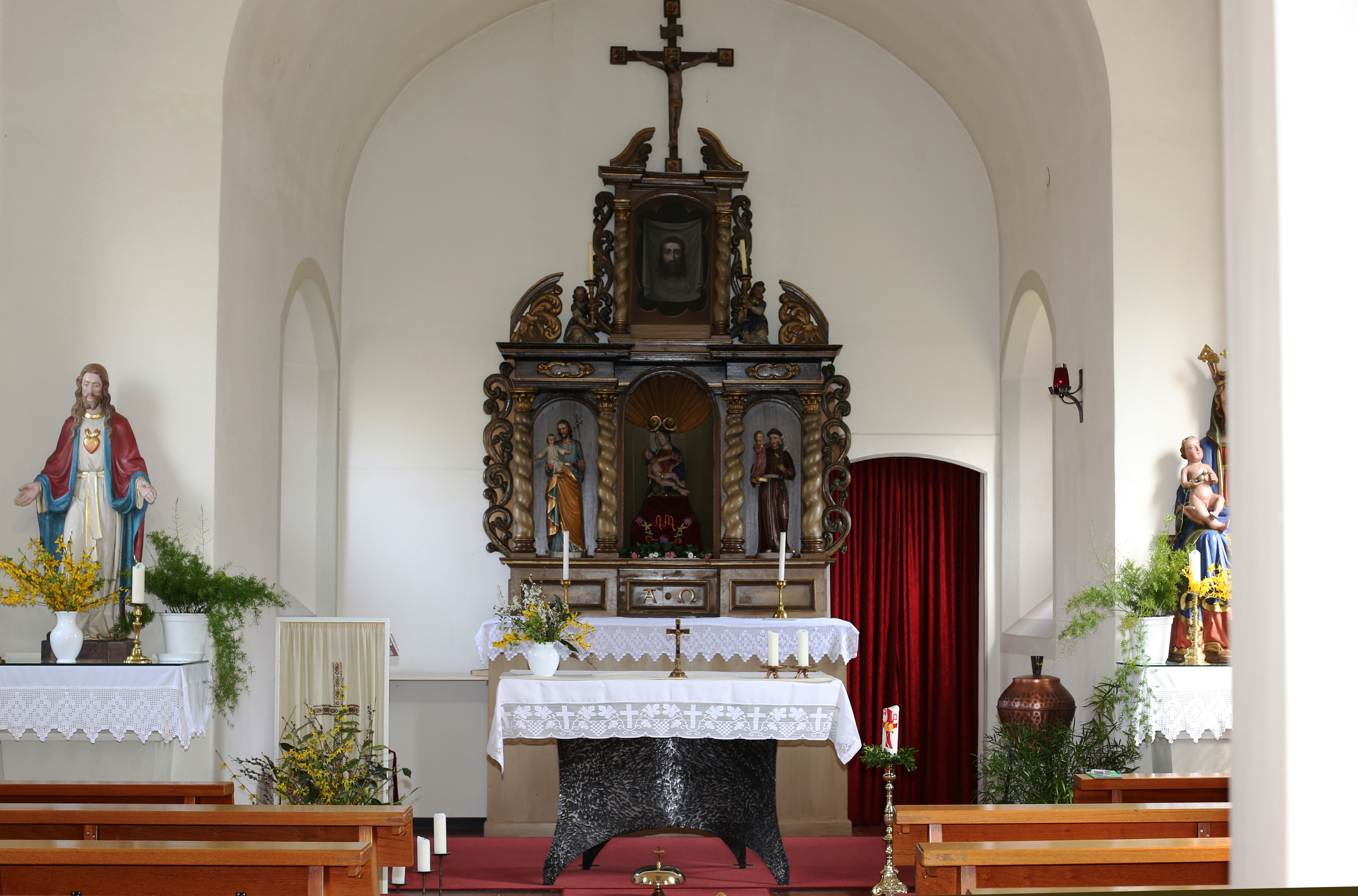
Chor und Altar
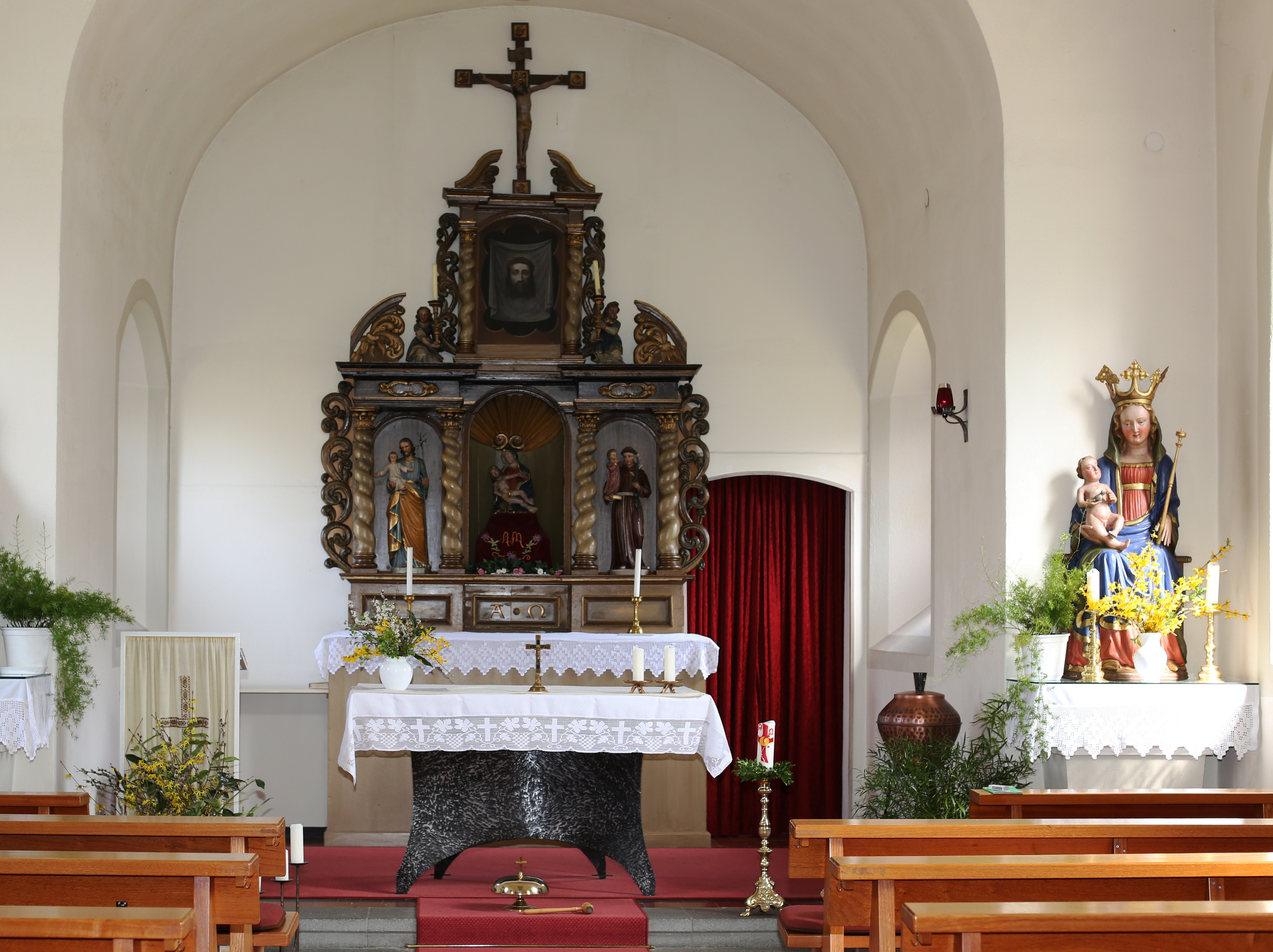
Thronende Muttergottes 14. Jahrhundert

## Welterbe Kulturlandschaft Oberes Mittelrheintal
Seit 2002 ist die Kapelle Teil des UNESCO-Welterbes Oberes Mittelrheintal, des Weiteren ist sie ein geschütztes Kulturgut nach der Haager Konvention.